# Langrolay-sur-Rance
Langrolay-sur-Rance is een gemeente in het Franse departement Côtes-d'Armor, in de regio Bretagne. De plaats maakt deel uit van het arrondissement Dinan. Langrolay-sur-Rance telde op 1 januari 2022 992 inwoners.

## Geografie
De oppervlakte van Langrolay-sur-Rance bedroeg op 1 januari 2022 5,28 vierkante kilometer; de bevolkingsdichtheid was toen 187,9 inwoners per km².
De onderstaande kaart toont de ligging van Langrolay-sur-Rance met de belangrijkste infrastructuur en aangrenzende gemeenten.

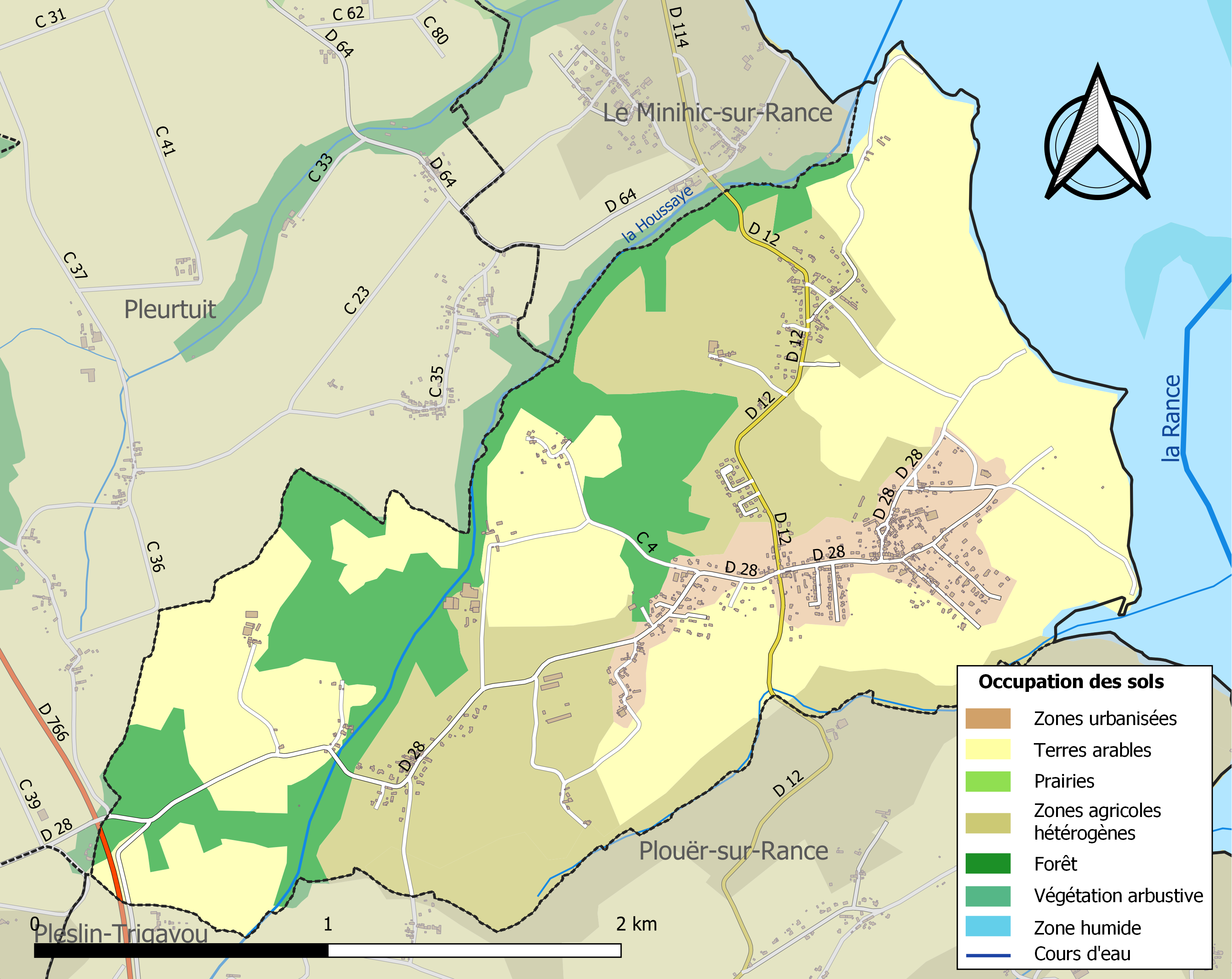

## Demografie
Onderstaande figuur toont het verloop van het inwonertal (bron: INSEE-tellingen).